# Buena Vista, Tepatlaxco
Buena Vista är en ort i Mexiko.   Den ligger i kommunen Tepatlaxco och delstaten Veracruz, i den sydöstra delen av landet, 240 km öster om huvudstaden Mexico City. Buena Vista ligger 1 238 meter över havet och antalet invånare är 1 054.
Terrängen runt Buena Vista är lite bergig. Runt Buena Vista är det mycket tätbefolkat, med 2 345 invånare per kvadratkilometer. Närmaste större samhälle är Córdoba, 19,0 km söder om Buena Vista. I omgivningarna runt Buena Vista växer i huvudsak städsegrön lövskog.